# Žižkova lípa (Běšiny)
Žižkova lípa je starý památný strom, který roste u kostela na návsi v obci Běšiny na Klatovsku (žlutá turistická trasa). Přestože je lípa podle odhadů 400 let stará, nebyla pravděpodobně oficiálně vyhlášena jako památná. Kořeny vytvářejí mohutné náběhy, mezi kterými se otevírají štěrbiny do dutiny. Na kmeni je umístěna informační tabule, poblíž stromu stojí zděná boží muka.

## Fotogalerie

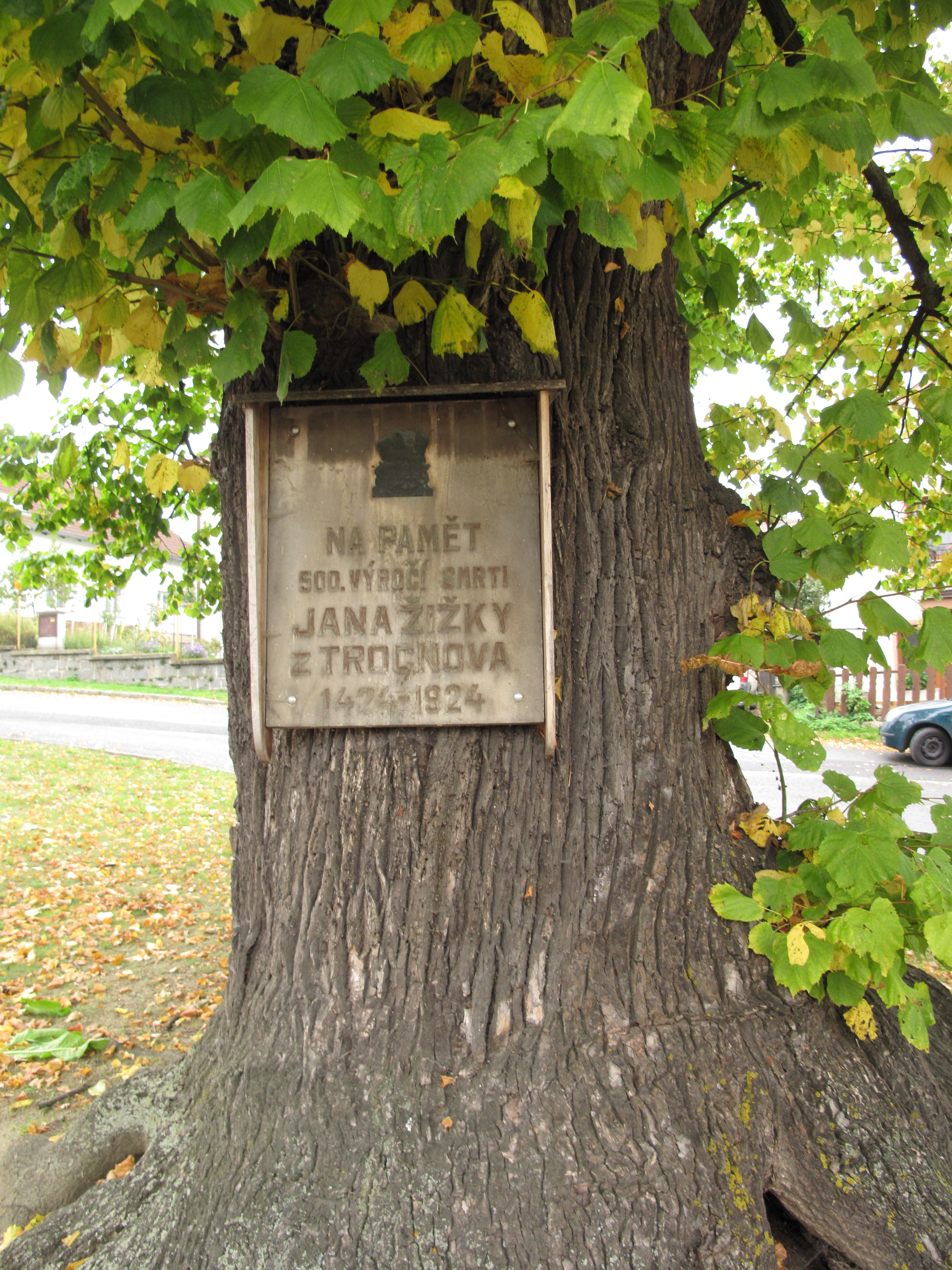
Památný nápis
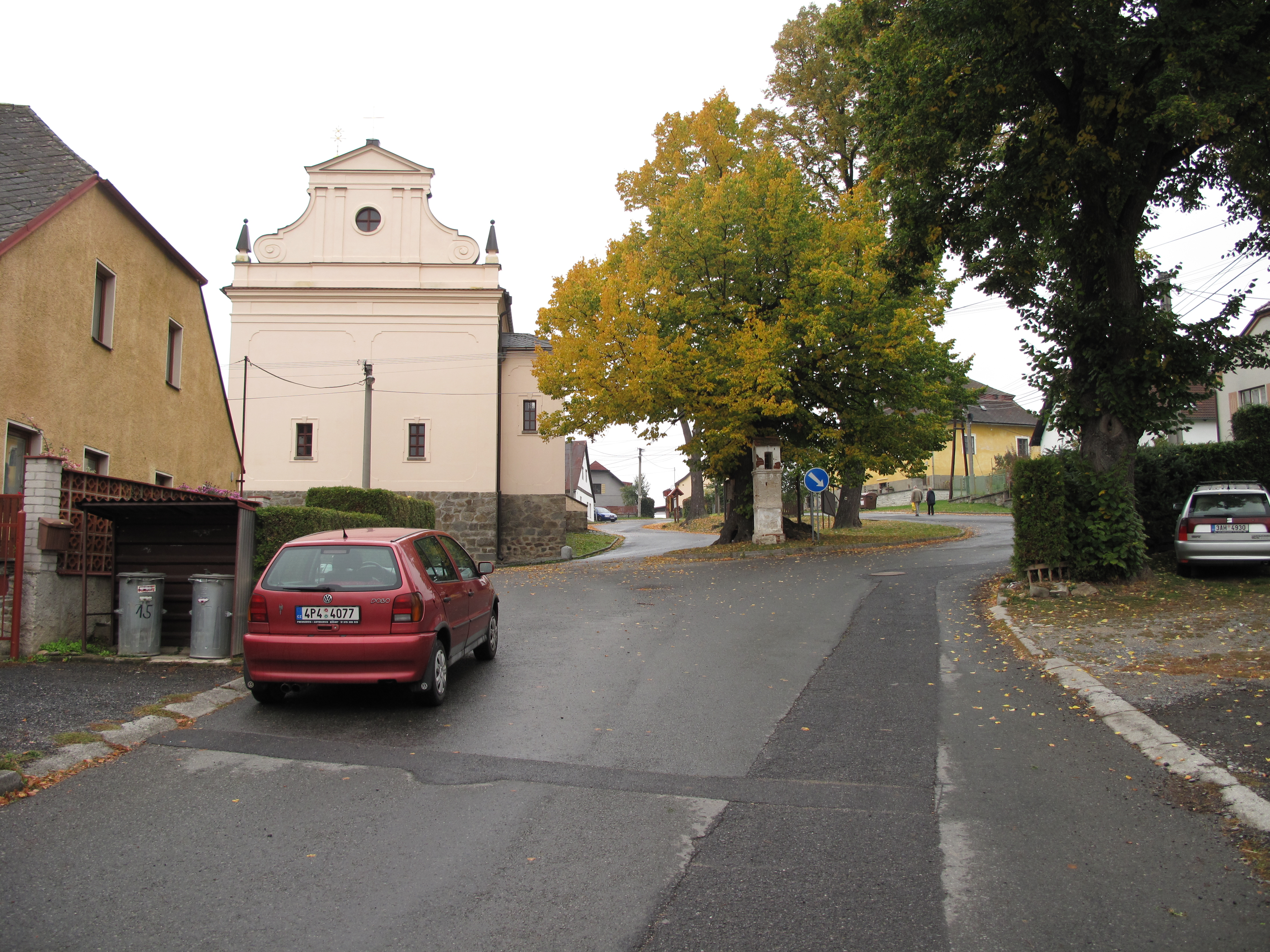
Lípy vedle kostela zdáli
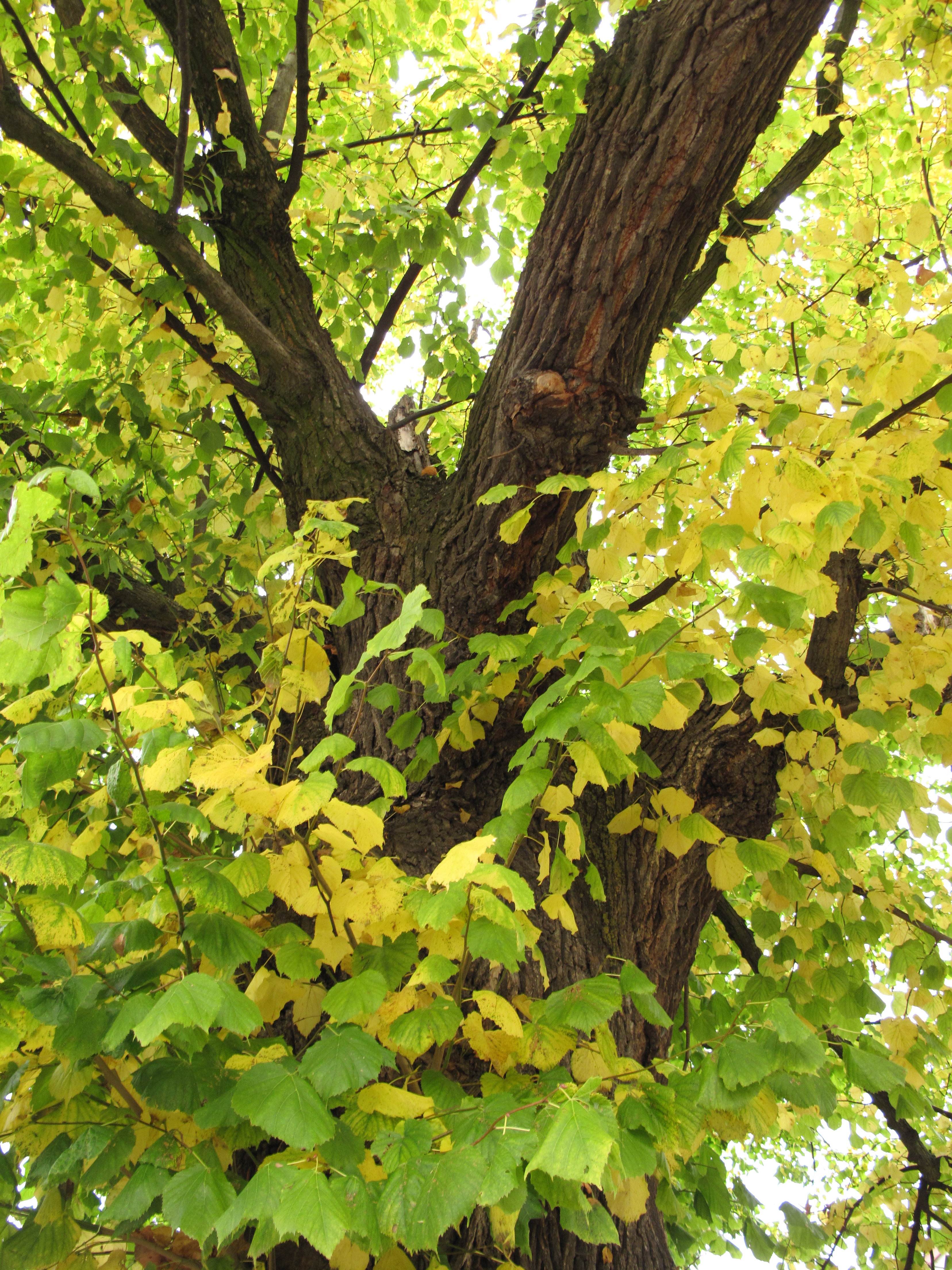
Koruna stromu